# Obert Internacional d'Escacs d'Andorra
L'Obert Internacional d'Escacs d'Andorra és un torneig d'escacs que es juga al Principat d'Andorra als juliols des de l'any 1983, creat per Benet Pantebre que en fou director durant 18 anys. El torneig es disputa a nou rondes per sistema suís i és organitzat per la Federació d'Escacs de les Valls d'Andorra des del 2001. Actualment es juga a l'Hotel Sant Gothard ubicat a la parròquia de La Massana. L'Obert d'Andorra és computable pel Circuit Català d'Oberts Internacionals d'Escacs.

## Quadre d'honor
Quadre de totes les edicions amb els tres primers de la classificació general:
| Any  | Dates                         | Edició       | Campió                 | Subcampió                     | Tercer                           |
| ---- | ----------------------------- | ------------ | ---------------------- | ----------------------------- | -------------------------------- |
| 1991 |                               | IX Obert     | Michał Krasenkow       | Mihail Marin                  | Margeir Petursson                |
| 1992 |                               | X Obert      |                        |                               |                                  |
| 1993 |                               | XI Obert     | Kevin Spraggett        | Mihai Șubă                    | Bogdan Lalić                     |
| 1994 |                               | XII Obert    | Anthony Miles          | Lev Psakhis                   | Mihail Marin                     |
| 1995 |                               | XIII Obert   |                        |                               |                                  |
| 1996 |                               | XIV Obert    | Lev Psakhis            | Mihail Marin                  | Jordi Magem Badals               |
| 1997 |                               | XV Obert     | Mihail Marin           | Elizbar Ubilava               | Lev Psakhis                      |
| 1998 |                               | XVI Obert    | Anthony Miles          | Jordi Magem i Badals          | Òscar de la Riva Aguado          |
| 1999 |                               | XVII Obert   | Mohamad Al-Modiahki    | Mihail Marin                  | Aleksandr Dèltxev                |
| 2000 |                               | XVIII Obert  |                        |                               |                                  |
| 2001 | 30 juny                       | XIX Obert    | Antoaneta Stefanova    | Victor Mikhalevski            | Daniel H. Cámpora                |
| 2002 | Del 6 al 14 de juliol         | XX Obert     | Lev Psakhis            | Boris Avrukh                  | Reynaldo Vera                    |
| 2003 | Del 5 al 13 de juliol         | XXI Obert    | Liviu-Dieter Nisipeanu | Ígor Khenkin                  | Pàvel Eliànov                    |
| 2004 | Del 3 a l'11 de juliol        | XXII Obert   | Ígor Khenkin           | Laurent Fressinet             | Branko Damljanovic               |
| 2005 | Del 9 al 17 de juliol         | XXIII Obert  | Fernando Peralta       | Branko Damljanovic            | Heikki Kallio                    |
| 2006 | Del 8 al 16 de juliol         | XXIV Obert   | Ígor Khenkin           | Branko Damljanovic            | Luís Galego                      |
| 2007 | Del 30 juny al 8 de juliol    | XXV Obert    | Branko Damljanovic     | Maxim Rodshtein               | Salvador Gabriel Del Río Angelis |
| 2008 | Del 19 al 27 de juliol        | XXVI Obert   | David Howell           | Romain Édouard                | Lluís Comas i Fabregó            |
| 2009 | Del 18 al 26 de juliol        | XXVII Obert  | Romain Édouard         | Mihail Marin                  | Josep Manuel López Martínez      |
| 2010 | Del 17 al 25 de juliol        | XXVIII Obert | Dan Zoler              | Lázaro Bruzón Batista         | Hicham Hamdouchi                 |
| 2011 | Del 16 al 24 de juliol        | XXIX Obert   | Kiril Gueorguiev       | Julen Arizmendi Martinez      | Marc Narciso Dublan              |
| 2012 | Del 21 al 29 de juliol        | XXX Obert    | Jon Ludvig Hammer      | Kiril Gueorguiev              | Miquel Illescas i Córdoba        |
| 2013 | Del 20 al 28 de juliol        | XXXI Obert   | Andrey Vovk            | Maxim Rodshtein               | Renier Vazquez Igarza            |
| 2014 | Del 19 al 27 de juliol        | XXXII Obert  | Julio Granda Zúñiga    | Adrien Demuth                 | Yannick Gozzoli                  |
| 2015 | Del 18 al 26 de juliol        | XXXIII Obert | Julio Granda Zúñiga    | Andrey Vovk                   | Yuri Vovk                        |
| 2016 | Del 3 a l'11 d'agost          | XXXIV Obert  | Jorge Cori Tello       | Julio Granda Zúñiga           | Maxime Lagarde                   |
| 2017 | Del 22 al 30 de juliol        | XXXIV Obert  | Manuel Pena Gomez      | Daniel Forcén Esteban         | Alexander Kaspi                  |
| 2018 | Del 21 al 29 de juliol        | XXXV Obert   | Miguoel Admiraal       | Maxime Lagarde                | Evgeny Postny                    |
| 2019 | Del 27 de juliol al 4 d'agost | XXXVI Obert  | Maxime Lagarde         | Julen Luis Arizmendi Martinez | Jesper Søndergaard Thybo         |